# Darginščina
Darginščina je jezik naroda Dargincev, eden jezikov naško-dagestanske jezikovne družine v okviru krovne skupine kavkaških jezikov. Govori se v severovzhodnem delu Republike Dagestana v Ruski federaciji in v ravninskih predelih republike, kamor so bili številni Darginci v 50. letih 20. stoletja preseljeni.
Darginščino sestavlja več dokaj različnih narečij, zato se včasih šteje za skupino jezikov in ne za enoten jezik. Skupno število govorcev se ocenjuje na okoli 500 tisoč.